# Бабенко, Валерий Борисович
Валерий Борисович Бабенко (род. 2 февраля 1964, Днепропетровск) — украинский политик, народный депутат Украины 6-го и 8-го созывов.

## Биография
Родился в 1964 году. В 1986 году окончил Днепропетровский металлургический институт по специальности «инженер-металлург», так же окончил Киевский национальный университет по специальности «правоведение».
В 1986—1989 годах — слесарь, вальцовщик, мастер производства сортопрокатного цеха металлургического комбината «Криворожсталь». В 1989—1992 — инженер проектного института «Металлургавтоматика». В 1992—1993 годах — инженер-конструктор Днепропетровского коксохимического завода. С 1993 года по 1999 год работал в частных фирмах Днепропетровска. С 1999 года до 2000 года был механиком ОАО «Днепрогаз».
С 2000 года по 2005 год был помощником-консультантом народного депутата Украины. Начиная с февраля 2005 по сентябрь 2006 года был помощником председателя СБУ. В 2006—2007 годах — помощник-консультант народного депутата Украины. С мая до ноября 2007 года работал помощником первого заместителя Секретаря Совета национальной безопасности и обороны Украины.
С ноября 2007 года по декабрь 2012 года был народным депутатом Украины 6-го созыва, был № 144 в списке Блока Юлии Тимошенко. Член фракции «Блок Юлии Тимошенко» (с ноября 2007). Член Комитета по вопросам Регламента, депутатской этики и обеспечения деятельности Верховной Рады Украины (с декабря 2007). В феврале — ноябре 2014 года руководил Секретариатом Председателя Верховной Рады Украины.
В 2014—2019 годах — народный депутат Украины 8-го созыва от Политической партии «Народный фронт», № 35 в списке. Член Комитета Верховной Рады Украины по вопросам информатизации и связи.